# ویساگیناس
ویساگیناس (به لاتین: Visaginas) یک سکونتگاه مسکونی در لیتوانی با جمعیت ۲۶٬۸۰۴ نفر است که در شهرستان اوتنا واقع شده‌است.